# Linggraben
Der Linggraben ist ein Meliorationsgraben und orographisch linker Zufluss der Dahme auf der Gemarkung der Gemeinde Heidesee im Landkreis Dahme-Spreewald in Brandenburg. Der Graben entwässert eine Niederungsfläche, die sich südlich des Ortsteils Blossin und westlich des Ortsteils Kolberg befindet. Sie grenzt im Nordosten an den Wolziger See und entwässert nach Westen in den Langen See, ein Teil der Storkower Gewässer.